# Nathorstvägen

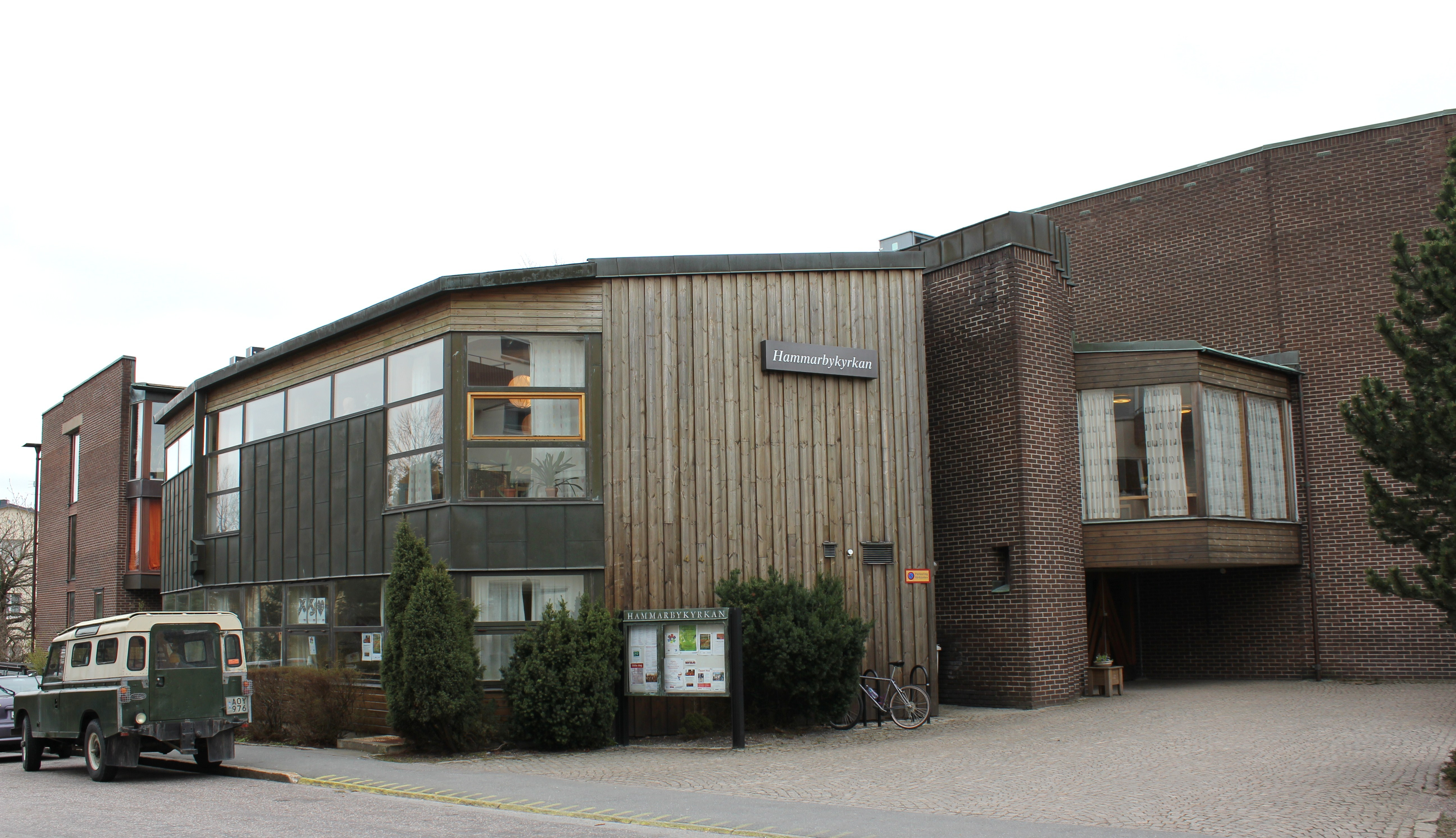
Hammarbykyrkan, belägen på Nathorstvägen.

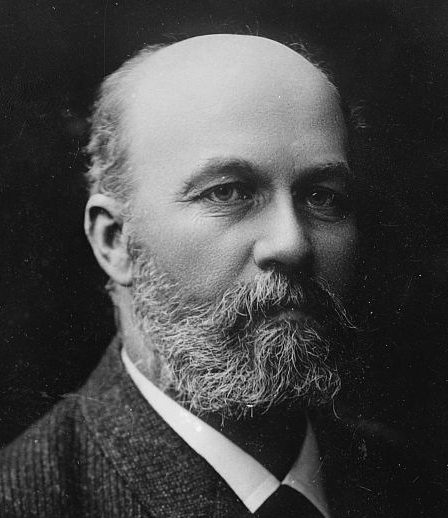
Bild på Alfred Nathorst.

Nathorstvägen är en gata i Hammarbyhöjden i sydöstra Stockholm. Gatan är en smalhusstadsliknande väg med tidstypiska 1930-tals hus och har postorten Johanneshov.
Gatan fick sitt namn 1938 efter botanikern, geologen och polarforskaren Alfred Nathorst. 